# Ytres
Ytres település Franciaországban, Pas-de-Calais megyében. Lakosainak száma 428 fő (2022. január 1.). Ytres Bertincourt, Bus, Léchelle, Neuville-Bourjonval, Ruyaulcourt, Équancourt és Étricourt-Manancourt községekkel határos.

## Népesség
A település népessége az elmúlt években az alábbi módon változott:
| Lakosok száma | 437  | 435  | 440  | 435  | 435  | 434  | 433  | 431  | 428  |
|               | 2013 | 2015 | 2016 | 2017 | 2018 | 2019 | 2020 | 2021 | 2022 |